# 邓浦东
邓浦东（1935年9月—2016年7月13日），广东大埔人，中华人民共和国政治人物。

## 生平
1961年9月参加工作，1983年12月加入九三学社。历任广西建工集团有限公司副总经理、总工程师，九三学社广西壮族自治区委员会主任委员，广西政协副主席。2008年9月退休。2016年7月13日，在南宁逝世，享年81岁。